# 古代的地理學
《古代的地理學》（俄文：Античная география），為一部匯編了古代西方地理學文獻的書籍，由蘇聯學者M·C·波德納爾斯基（俄文：Митрофа́н Степа́нович Бодна́рский）等編成。該書所收內容以古希臘、古羅馬著作為主，有助了解西方古代地理學的發展輪廓。

## 本書編著概況
本書編著於蘇聯時代，據主要編輯者M·C·波德納爾斯基所述這種編著工作在許多方面說來都是初步的嘗試，在書裡收錄的各部著作，都會為原作者寫一略傳，和介紹他們的地理觀點。
本書所節選的古代文獻材料包括有：荷馬《伊利亞特》和《奧德賽》、希羅多德《歷史》、希波革拉第《論空氣、水和地方》、阿里斯托芬《雲》、柏拉圖《對話錄·泰密阿斯》、色諾芬《長征記》、亞里士多德《論天》、克文特·庫爾齊伊·魯夫《亞歷山大大帝事記》、阿基米德《普薩米特》（關於砂粒的計算）、埃拉托色尼《地理學》、波里比阿《歷史大全》、愷撒《高盧戰記》、維吉爾《埃涅阿斯紀》、辛尼加《自然科學諸問題》、斯特累波《地理學》、龐蓬尼·麥拉《論地球的狀況》、大普林尼《自然史》、塔西佗《日耳曼尼亞志》和《阿古利可拉傳》、小普林尼《書信集》、托勒密《地理學導言》、阿威恩《海岸》（西班牙海岸遊記）等等。

## 中文譯本情況
本書在1958年在中國大陸地區翻譯成中文，由北京三聯書店出版。到1985年由北京商務印書館再行整理改正出版，其後亦有再版。

## 引用來源
1. ↑  《古代的地理學》M·C·波德納爾斯基《編者的話》，北京商務印書館。
2. ↑  散見於《古代的地理學》，北京商務印書館。
3. ↑  .   [2013-04-21]. （原始内容存档于2006-01-18）.